# Jamaal Lascelles
Jamaal Lascelles (/dʒəˈmɑːl ləˈsɛls/ jə-MAHL lə-SELSS; sinh ngày 11 tháng 11 năm 1993) là một cầu thủ bóng đá chuyên nghiệp người Anh thi đấu ở vị trí trung vệ cho câu lạc bộ Newcastle United tại Giải bóng đá Ngoại hạng Anh.